# Babille
Babille este un oraș din zona Misraq Hararghe, estul Etiopiei.